# Принцеса, що носила сукню з кролячої шкурки
«Принцеса, що носила сукню з кролячої шкурки» — американська казка з Кентуккі, зібрана Марі Кемпбелл у «Оповіданнях з Країни Хмарного Ходу», де її інформатором названо дядько Том Діксон.
За класифікацією Аарне-Томпсона це казка типу 510B («неприродне кохання»). Інші казки цього типу: «Котяча Шкіра», «Ситникова Шапочка», «Осляча Шкура», «Різношерстка», «Король, який хотів одружитися зі своєю донькою», «Ведмедиця», «Моховик», «Дрантя», «Ведмідь», «Принцеса в шкіряному вбранні», «Маленька Котяча Шкурка».

## Сюжет
Після того, як королева народила дівчинку, король помер. Королева вийшла заміж вдруге, і той чоловік також помер. Потім вона вийшла заміж втретє, і цей чоловік був настільки жорстоким до неї, що вона захворіла і померла.
Останній чоловік хотів одружитися з її дочкою. Кобила дочки сказала їй, щоб вона попросила у вітчима сукню зі срібла; з деякою допомогою фей це зайняло рік і шість місяців. Потім вона попросила золоту сукню, на яку пішло два роки і шість місяців, і сукню з діамантами і перлами, на яку пішло три роки і шість місяців.
Кобила дала принцесі сукню з кролячої шкури, і вона в ній втекла. Її знайшли мисливці, серед яких був і принц, і забрали до замку, де дали їй роботу на кухні. Вони поводилися з нею грубо, казали, що їй не вистачає лише вух, щоб бути кроликом.
Одного разу кобила сказала їй, що принц збирається на вечірку; кобила віднесла її туди і дала їй горіх, який тримав срібну сукню. Наступного дня вона пішла в золотій сукні, третього — в сукні з діамантами і перлами, а принц подарував їй золоту каблучку. Вона вдягнула перстень після того, як зняла сукню, і принц упізнав її та одружився з нею.

## Мотиви
Це незвичайний варіант казки типу 510B, у якому чоловік, що бажає одружитися з героїнею, зазвичай є її рідним батьком. В інших варіантах, таких як «Котяча Шкіра» і «Моховик», батько зазвичай погрожує героїні видати заміж за небажаного залицяльника, який не є родичем.